# Leucobryaceae
Leucobryaceae é uma família de musgos haplolepídeos (Dicranidae) da ordem Dicranales.

## Descrição
Os membros da família Leucobryaceae crescem de almofadas pequenas a grandes. As espécies são caracterizadas por terem folhas grossas e esbranquiçadas com uma costa grande e expandida. Foi sugerido que a cor pálida característica exibida por algumas espécies é causada por bolhas de ar nos leucocistos, e a presença de ar na folha é considerada característica da família Leucobryaceae.

## Classificação
As Leucobryaceae foram incluídas por alguns autores nas Dicranaceae por causa de estruturas semelhantes de costa e peristoma.
O número de géneros atribuídos à família tem sido objeto de muito debate e varia de um a quatorze. Alguns géneros anteriormente atribuídos a Leucobryaceae foram divididos na família Calymperaceae, enquanto os resultados análises moleculares levaram a outras mudanças, com outros géneros a serem incluídos em Dicranaceae.
Na sua presente circunscrição taxonómica, a família inclui os seguintes géneros:
- Atractylocarpus  Mitt.
- Brothera  Müll.Hal.
- Bryohumbertia  P. de la Varde & Thér.
- Campylopodiella  Cardot
- Campylopus  Brid.
- Cladopodanthus  Dozy & Molk.
- Dicranodontium  Bruch & Schimp.
- Leucobryum  Hampe
- Microcampylopus  (Müll. Hal.) Fleisch.
- Ochrobryum Mitt.
- Pilopogon  Brid.
- Schistomitrium  Dozy & Molk.